# Schupmann-Kandelaber

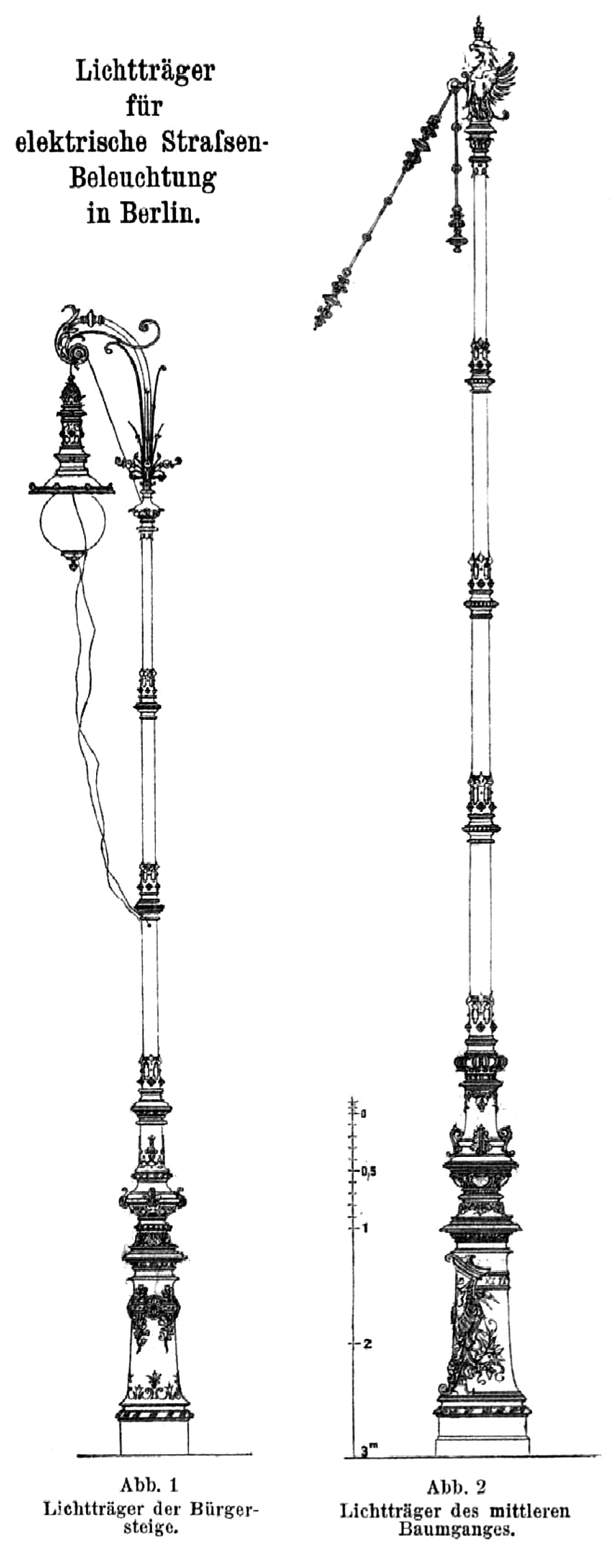
Entwurf der Schupmann-Kandelaber von 1888

Bei den Schupmann-Kandelabern handelt es sich um repräsentative Lampenmasten für elektrische Bogenlampen, die vom Architekten Ludwig Schupmann (1851–1920) im Jahr 1888 für den Berliner Boulevard Unter den Linden entworfen wurden und dem damaligen Zeitgeschmack entsprechend reich verziert waren.
Der größte Teil dieser Kandelaber wurde 1935 demontiert. Die verbliebenen Kandelaber wurden im Zweiten Weltkrieg beschädigt oder zerstört; die Reste wurden nach dem Krieg abgebaut. Mit der deutschen Wiedervereinigung wurden ab 1992 Nachbauten der Schupmann-Kandelaber angefertigt und wieder am Brandenburger Tor und der Straße Unter den Linden aufgestellt.

## Vorgeschichte
Im September 1882 wurde in Berlin die elektrische Straßenbeleuchtung am Potsdamer Platz und in der Leipziger Straße in Betrieb genommen. Die Firma Siemens & Halske lieferte insgesamt 36 Kohlebogenlampen.
Verglichen mit den alten Gaslaternen war die neue elektrische Straßenbeleuchtung sehr hell, allerdings auch teurer im Betrieb. Weitere wichtige Straßen in Berlin und besondere Gebäude sollten nun auch elektrische Beleuchtungen erhalten. Bereits zwei Jahre später schrieb die Stadt Berlin eine Konzession für den Betrieb der elektrischen Straßenbeleuchtung und die öffentliche Stromversorgung aus.
Hierfür hatte die Deutsche Edison-Gesellschaft für angewandte Elektricität (wenig später in die Allgemeine Elektricitäts-Gesellschaft (AEG) umfirmiert) im Jahr 1884 mit den Städtischen Electricitäts-Werken (A.G.StEW) ein eigenes Unternehmen gegründet, aus dem am 1. Oktober 1887 die Berliner Elektricitäts-Werke (BEW) hervorgingen.

## Schupmann-Kandelaber von 1888

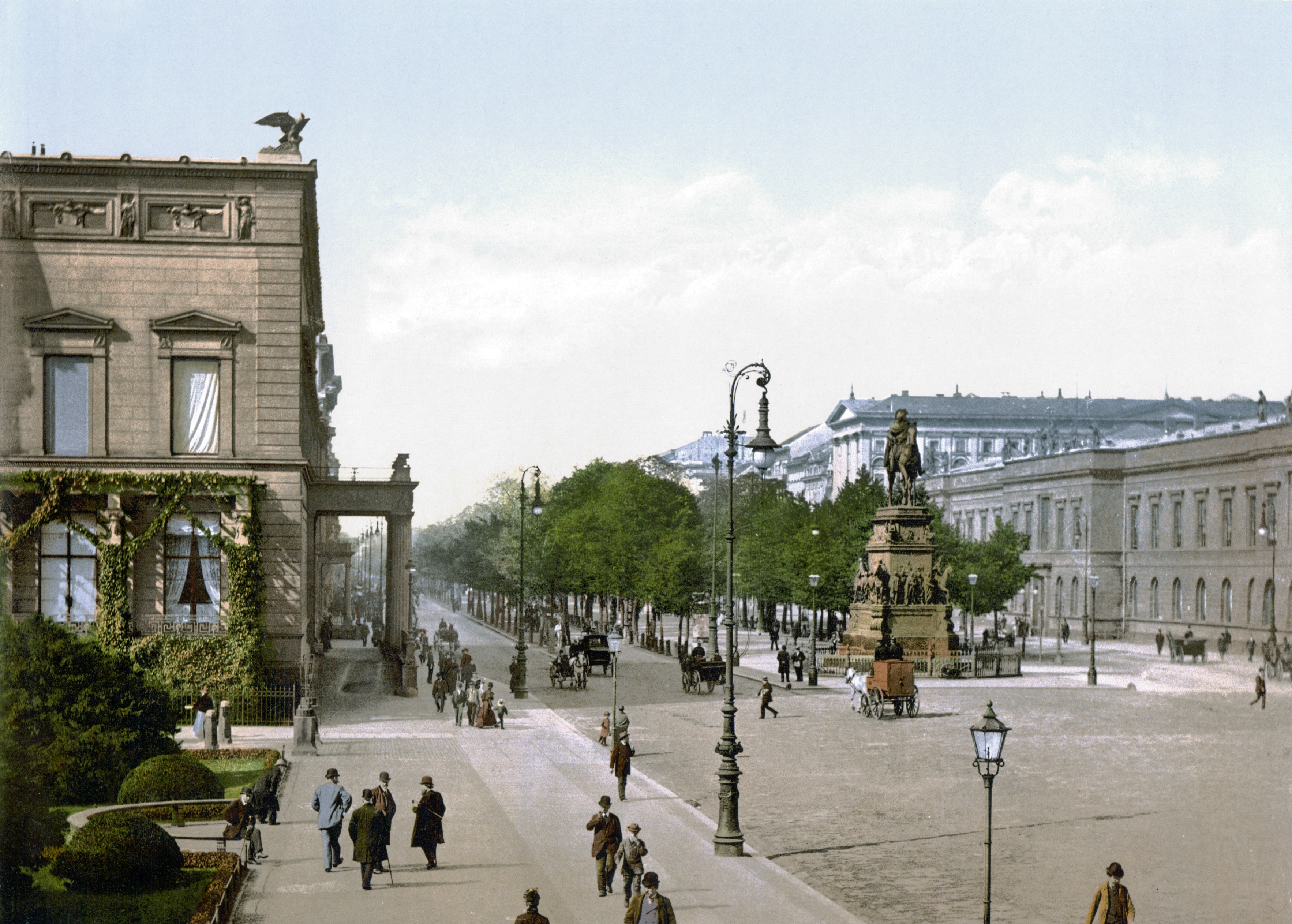
Unter den Linden, Reiterstandbild Friedrichs des Großen, um 1900

Nach den guten Erfahrungen mit den Bogenlampen am Potsdamer Platz sollte nun auch in der Berliner Prachtstraße Unter den Linden eine angemessene elektrische Straßenbeleuchtung eingerichtet werden. Im November 1887 schrieb die Stadt Berlin einen beschränkten Wettbewerb für die Gestaltung von reich verzierten Bogenlampen-Kandelabern aus, den Ludwig Schupmann gewann. Die Kandelaber „erhielten als Verzierungen Sinnbilder, welche die Bedeutung der Straße, der vornehmsten der deutschen Reichshauptstadt, und das Wesen der Elektricität darstellen.“
Bauausführung und Betrieb wurden der AEG übertragen. Die Modellierungsarbeiten für die Bogenlampen-Kandelaber übernahm die Berliner Firma Zeyer & Drechsler. Mit den Gießereiarbeiten wurden Werke in Ilsenburg (vermutlich die Fürst-Stolberg-Hütte Ilsenburg) und Tangerhütte (vermutlich die Eisenhütten- und Emaillierwerk AG, Inhaber Franz Wagenführ, Tangerhütte) beauftragt. In geringerem Umfang anfallende Schmiedearbeiten übernahm die Berliner Firma Ed. Puls.
Insgesamt wurden 104 Lampen mit einer Lichtpunkthöhe von acht Metern nach diesem Entwurf gebaut und im Jahr 1888 Unter den Linden, auf dem Pariser Platz, auf dem Opernplatz und der Kaiser-Wilhelm-Straße aufgestellt, die später nach ihrem Schöpfer als Schupmann-Kandelaber benannt wurden:
- Zur Ausleuchtung von Fahrbahn und Gehweg wurden einflammige Kandelabermasten gewählt.
- Für die Beleuchtung der Mittelpromenade der Linden kamen Kandelabermastenpaare mit dazwischen an Ketten aufgehängten Bogenlampen zum Einsatz.[4][5][6]

## Die beiden großen Schupmann-Kandelaber am Pariser Platz von 1905

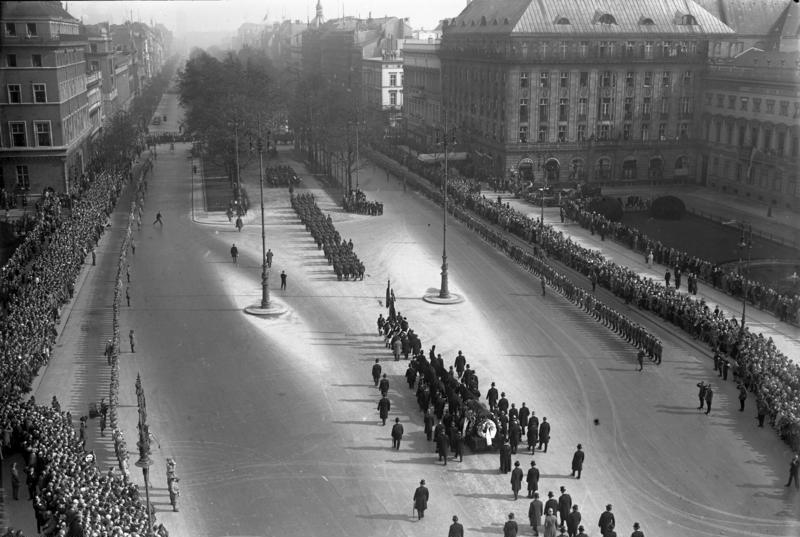
Pariser Platz – Trauerzug für Gustav Stresemann am 6. Oktober 1929. In der Bildmitte sind die beiden großen Bogenlampen-Kandelaber zu sehen.

Um die Jahrhundertwende ermöglichte der technische Fortschritt den Bau noch hellerer und höherer Bogenlampen-Kandelaber mit Intensivflammenbogenlampen, die sich besonders gut zur Ausleuchtung großer Plätze eigneten. Von den Berliner Elektrizitäts-Werken wurde dazu im Jahr 1903 unter den Mitgliedern der Vereinigung Berliner Architekten ein „Wettbewerb zur architektonischen Ausbildung von Bogenlichtkandelabern“ ausgeschrieben. In seiner ausführlichen Rezension kritisiert der Architekt Ernst Spindler, dass sich die eingereichten Entwürfe noch sehr an traditionellen Formen und Verzierungen orientieren und zu wenig neuzeitliche Lösungen entwickeln, die sich aus der Funktion ergeben.
Vermutlich im Jahr 1904 wurden zwei rund 20 m hohe zweiflammige Kandelaber auf dem Pariser Platz aufgestellt, die ebenfalls Ludwig Schupmann zugeschrieben wurden (frühester Bildnachweis von 1905). Diese beiden Kandelaber standen in der Platzmitte zwischen dem Brandenburger Tor und dem 1907 dort gebauten Hotel Adlon jeweils in Verlängerung der Baumreihen der Mittelpromenade der „Linden“.

## Umgestaltung der „Linden“ im Jahr 1935

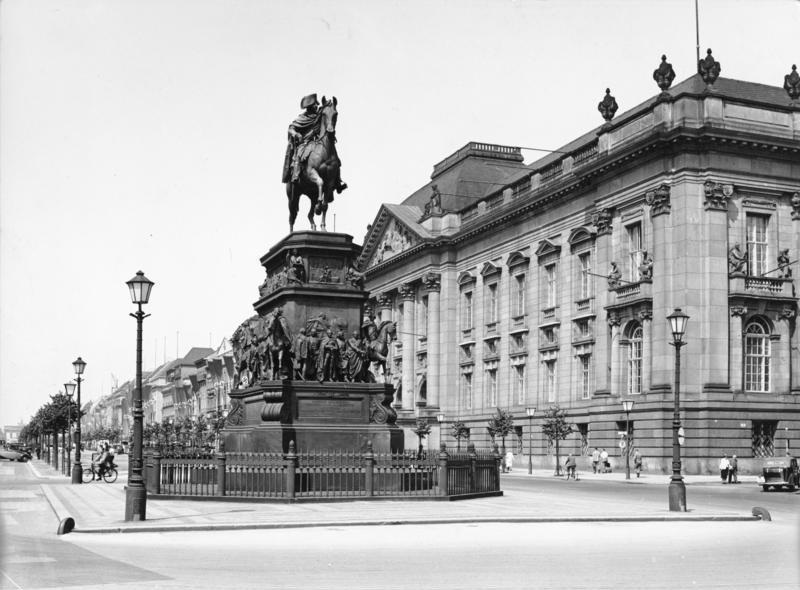
Unter den Linden mit Reiterstandbild, am Straßenrand die Biedermeierleuchten von 1935, 1940

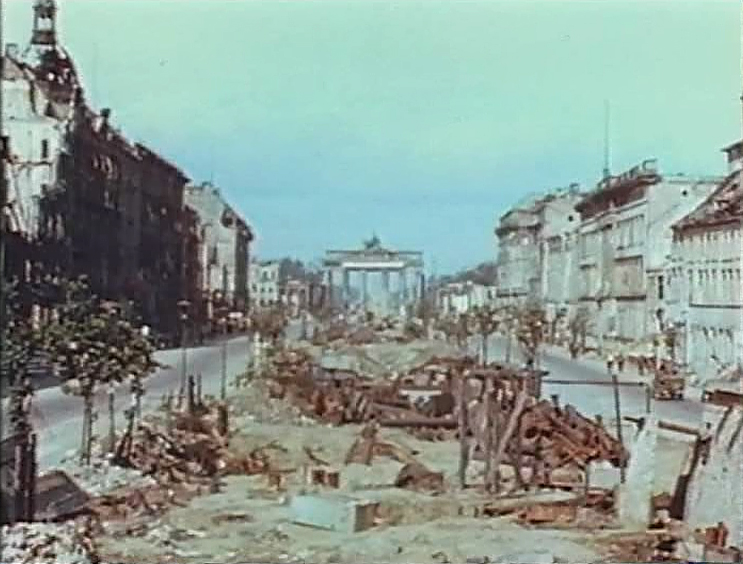
Unter den Linden im Juli 1945 mit Blick auf das Brandenburger Tor. Das Bild zeigt die Reste der Biedermeierleuchten von 1935.

Vor den Olympischen Spielen 1936 wurde die unterirdische Berliner Nordsüd-S-Bahn vom Stettiner Bahnhof bis zum S-Bahnhof Unter den Linden in offener Bauweise gebaut und fertiggestellt. In diesem Zusammenhang wurde der gesamte Straßenzug Unter den Linden umgestaltet. Die vorhandenen Linden wurden gefällt und die Schupmann-Kandelaber demontiert. Nach Wiederherstellung der Straßenoberfläche wurden neue Linden angepflanzt und kleinere, sogenannte Biedermeierleuchten aufgestellt. Lediglich am Pariser Platz und am Opernplatz blieben einzelne acht Meter hohe Schupmann-Kandelaber erhalten. Auch die beiden großen Kandelaber vom Pariser Platz wurden abgebaut.
Nach dem Zweiten Weltkrieg war ein großer Teil der Berliner Schmuck-Kandelaber schwer beschädigt oder zerstört. Die Reste mussten abgebaut und durch schlichte moderne Lampen ersetzt werden.

## Nachbauten der Schupmann-Kandelaber

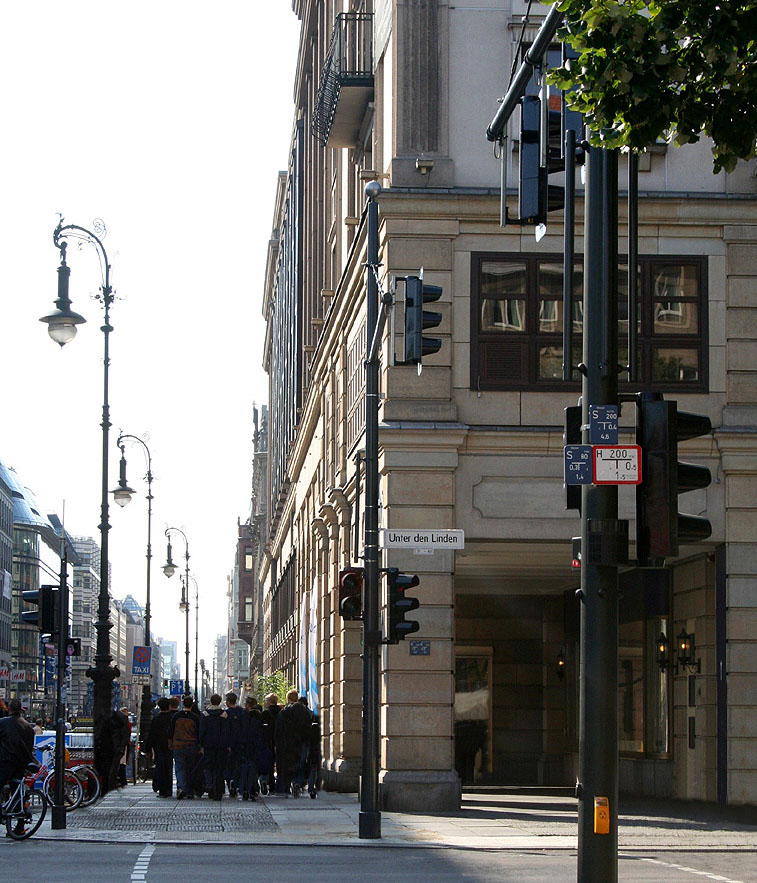
Nachbau der Schupmann-Kandelaber von 1987, Blick von den „Linden“ in die Friedrichstraße (Bild von 2006)

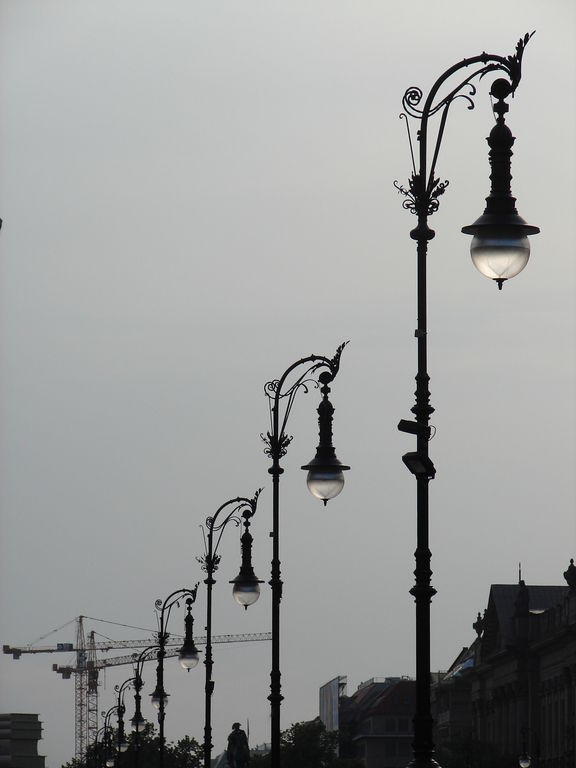
Nachbau des einarmigen Schupmann-Kandelabers Unter den Linden von 1998 (Bild von 2006)

Ab Anfang der 1980er Jahre wurden in Berlin wieder Straßenlampen nach historischen Entwürfen gebaut. So wurden 1987 im Westteil der Stadt zur 750-Jahr-Feier Berlins Nachbauten des Hardenberg-Kandelabers auf dem Kurfürstendamm aufgestellt.
Im Ostteil der Stadt wurden 1987 in der Friedrichstraße südlich des Boulevards Unter den Linden einige Nachbauten der Schupmann-Kandelaber platziert. Nach den vorliegenden Bildnachweisen stand diese Variante noch 2006; im Januar 2020 wurden an dieser Stelle moderne Lampen vorgefunden.
Nach der deutschen Wiedervereinigung rückten der Pariser Platz und die alte Prachtstraße Unter den Linden wieder ins Blickfeld und sollten eine besondere Straßenbeleuchtung erhalten. Hierfür wurden sowohl historisierende Lampenentwürfe nach dem Vorbild der Schupmann-Leuchten als auch moderne Entwürfe von Kleihues sehr kontrovers diskutiert. Letztlich traf der Berliner Senat die Entscheidung, Nachbauten der Schupmann-Kandelaber herzustellen, die von der Berliner Firma Selux entwickelt und mit moderner Lichttechnik ausgestattet wurden.
Die ersten Nachbauten der einflammigen Schupmann-Leuchten wurden 1992 am Pariser Platz aufgestellt.
Im Jahr 1998 folgten diese Nachbauten der einflammigen Schupmann-Leuchten im gesamten Bereich Unter den Linden. Teilabschnitte der Friedrichstraße erhielten ebenfalls diese Nachbauten.
Wenig später wurde eine etwas höhere zweiflammige Variante der Schupmann-Kandelaber neu entwickelt und auf dem Pariser Platz und auf dem Platz vor dem Brandenburger Tor postiert.
Im Januar 2020 standen die Nachbauten der einarmigen Schupmann-Kandelaber entlang der Straße Unter den Linden ab der Karl-Liebknecht-Brücke (Südseite) bzw. ab der Straße Am Lustgarten (Nordseite) bis zum Beginn des Pariser Platzes. Direkt auf dem Pariser Platz standen vier Nachbauten zweiarmiger Schupmann-Kandelaber, auf dem Platz des 18. März standen zwei Nachbauten zweiarmiger Schupmann-Kandelaber.

Bildergalerie
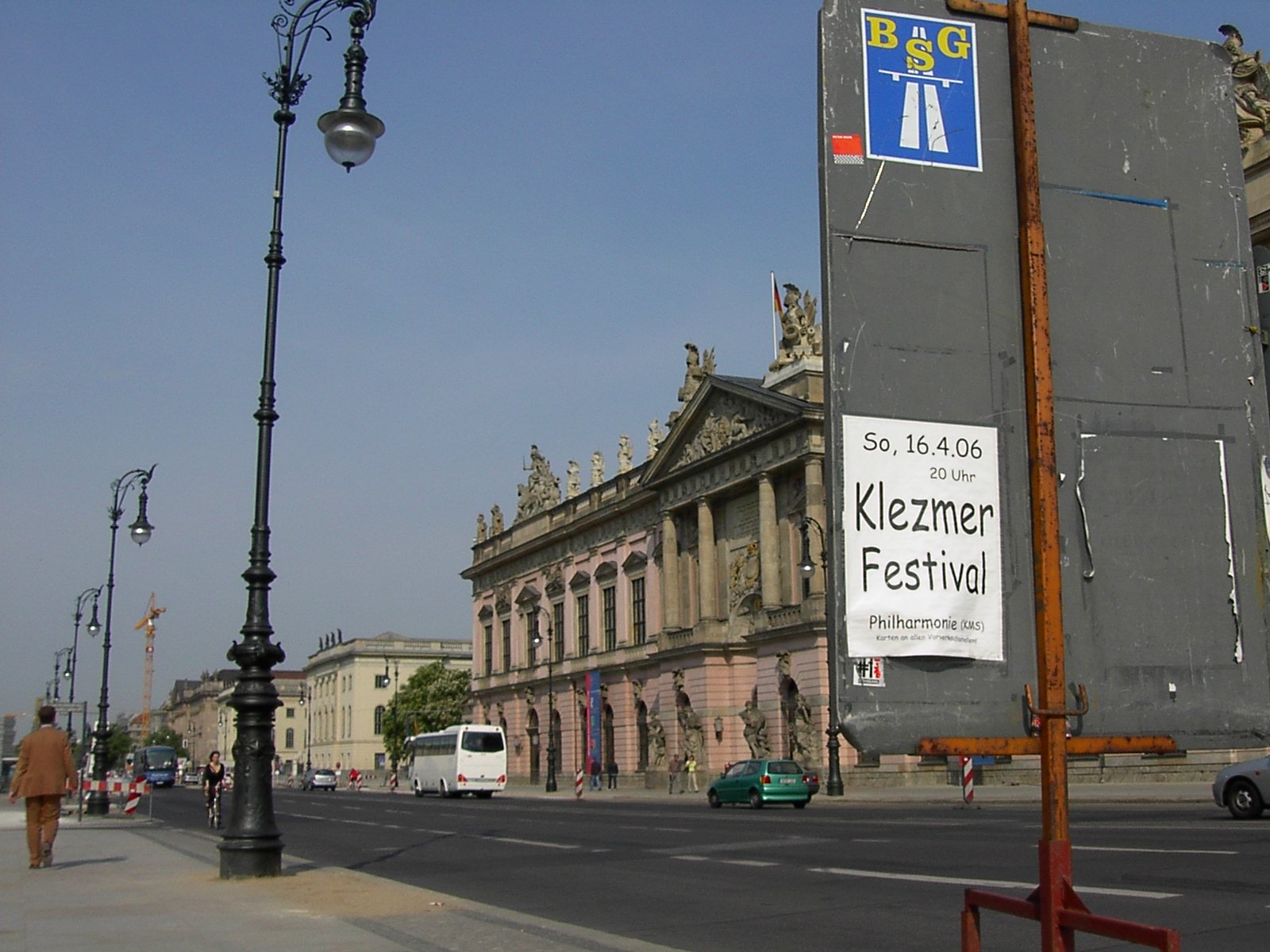
Unter den Linden mit Blick auf das Zeughaus und die Humboldt-Universität, 2006
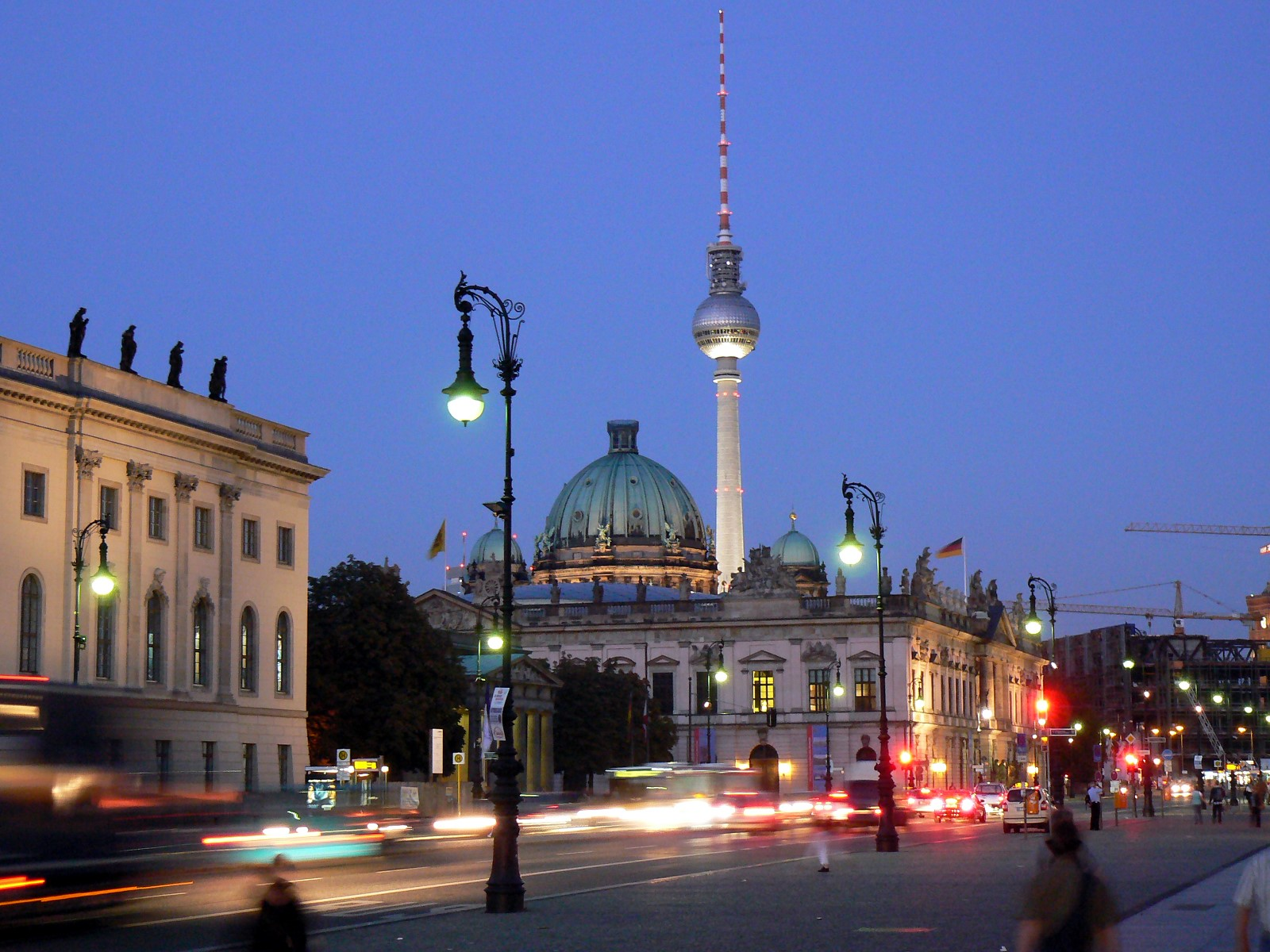
Unter den Linden mit Blick auf den Berliner Dom und das Zeughaus, 2007
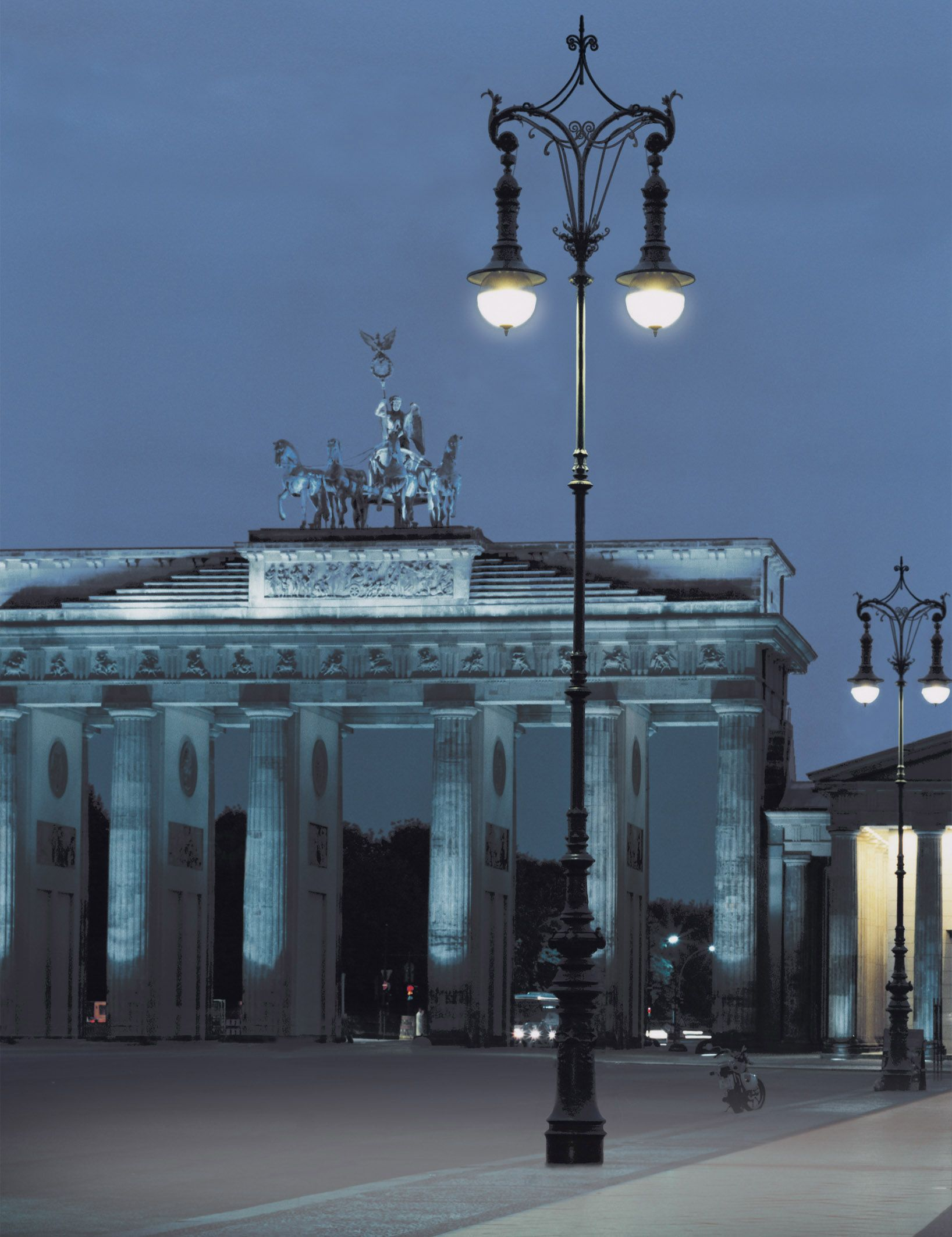
Zweiflammiger Nachbau des Schupmann-Kandelabers auf dem Pariser Platz, 2007